# Gatcombe Park
Gatcombe Park é uma casa de campo situada entre as aldeias de Minchinhampton (à qual pertence) e Avening, no condado de Gloucestershire, Inglaterra. Originalmente construída na década de 1770, foi reconstruída a partir de 1820 por George Basevi para o economista David Ricardo. Desde 1976, é a residência de campo de Ana, Princesa Real. Gatcombe está classificada como edifício de Grau II*. Algumas partes da propriedade são abertas ao público para eventos, incluindo provas de hipismo e feiras de artesanato.

## Localização
Gatcombe Park encontra-se entre as aldeias de Minchinhampton e Avening, no condado de Gloucestershire, no sudoeste de Inglaterra. Highgrove House, a residência de campo do irmão de Ana, o Rei Carlos III, situa-se a cerca de 9,7 km de distância, na freguesia de Doughton, perto de Tetbury. O Príncipe Miguel de Kent, primo em primeiro grau da falecida Rainha, mãe de ambos, foi proprietário da vizinha Nether Lypiatt Manor durante 26 anos, entre 1980 e 2006.

## História
Os senhorios de Minchinhampton e Avening constituíram a base da futura propriedade de Gatcombe Park. Após a Dissolução dos Mosteiros, foram concedidos a Lorde Windsor, cuja família vendeu a maior parte das terras a Philip Sheppard em 1656. As terras nucleares em encosta dos antigos senhorios, situadas principalmente dentro dos limites paroquiais de Gatcombe, foram deixadas em testamento por Samuel Sheppard, falecido em 1770, ao seu irmão Edward. Edward, fabricante de tecidos, mandou construir uma nova casa entre 1771 e 1774. A casa e a propriedade foram adquiridas em 1814 pelo especulador e economista teórico David Ricardo, deputado, que mandou realizar alterações segundo o projeto de George Basevi (seu parente), por volta de 1820. A construção, em pedra de Bath, compreende cinco quartos principais, quatro quartos secundários, quatro salas de estar, uma biblioteca, uma sala de bilhar e uma estufa; a zona de alojamento do pessoal e os terrenos íngremes estão classificados separadamente como parque de Grau II.

## A Princesa Real: 1976–presente
A casa e a quinta anexa foram adquiridas pela Rainha Isabel II, em 1976, para a sua filha, a Princesa Ana, e o então marido, o capitão Mark Phillips. O preço da transacção não foi divulgado, mas acredita-se que terá rondado entre 500 000 e 750 000 libras (equivalente a 6 818 000 libras em 2023). O anterior proprietário foi Lorde Butler de Saffron Walden, mestre do Trinity College, Cambridge, e antigo Ministro do Interior, que herdara a propriedade do seu sogro, o colecionador de arte Samuel Courtauld. Courtauld tinha adquirido Gatcombe Park à família Ricardo em 1940.
A Coroa financiou as obras de renovação e decoração da casa para a Princesa Ana e o Capitão Phillips, que se mudaram para a propriedade em novembro de 1977. Em 1978, a propriedade foi ampliada com a aquisição da Aston Farm, a leste. A propriedade passou então a abranger aproximadamente 3,0 km², dos quais a maior parte dos seus 81 hectares fazia parte da zona florestal integrada no parque, incluindo um lago com trutas castanhas. Gatcombe dispunha de amplos estábulos para cavalos, incluindo um novo bloco de cavalariças, bem como uma pista de aterragem.
A propriedade foi dividida aquando do divórcio da Princesa Real e de Mark Phillips, e atualmente a princesa reside em Gatcombe Park com o segundo marido, Sir Timothy Laurence. Após o divórcio, durante alguns anos, Mark Phillips viveu na Aston Farm com a segunda esposa, mas posteriormente mudou-se para os Estados Unidos. Os filhos do casal, Peter e Zara Tindall, tiveram cada um uma casa na propriedade até ao casamento. Peter e a então esposa, Autumn, mudaram-se depois para Londres. Zara e o marido, Mike Tindall, viveram inicialmente em Cheltenham após o casamento, em 2011, mas em janeiro de 2013 venderam a sua casa e mudaram-se para a propriedade de Gatcombe.
Os terrenos de Gatcombe Park são reconhecidos no âmbito do concurso completo por acolherem anualmente o Festival of British Eventing, realizado no primeiro fim de semana de agosto. Organizado por Mark Phillips, com significativa participação da Princesa Ana, o evento atrai alguns dos melhores cavaleiros olímpicos do mundo e mais de 40 000 espetadores, contando ainda com cobertura televisiva pela BBC. Realizam-se também na propriedade duas provas de hipismo de menor dimensão, na primavera e no outono, com percursos concebidos pela Princesa Ana, bem como uma feira bienal de artesanato, com cerca de 160 expositores, em maio e outubro.